# Vera Duševina
Vera Jevgenjeva Duševina (rusko Вера Евгеньевна Душевина), ruska tenisačica, * 6. oktober 1986, Moskva, Rusija.